# Daniel Burgui Iguzkiza
Daniel Burgui Iguzkiza (Pamplona-Iruña, Navarra, 1985) es un periodista, fotógrafo y documentalista, especializado en reportajes de largo formato, crónica y narrativa de no-ficción.   
Su trabajo abarca una amplia variedad de temas, con un enfoque particular en cuestiones sociales, derechos humanos, migración y medio ambiente en diversas regiones del mundo.  
Ha colaborado con medios nacionales e internacionales como El País, La Vanguardia, ABC, Revista Altair, Makeshift Magazine, Berria, Diario de Noticias y Revista 5W, entre otros. 

## Trayectoria
Daniel Burgui Iguzkiza se graduó en Periodismo en la Universidad de Navarra en el año 2007 y desde entonces se ha destacado como reportero freelance por su capacidad de viajar a lugares remotos y contar historias humanas, capturando la complejidad de las situaciones que cubre.
A través de géneros periodísticos como el reportaje y la crónica, Daniel Burgui ha escrito sobre conflictos sociales, crisis migratorias y desastres naturales —como el terremoto de 2015 en Nepal, el super tifón Yolanda en Filipinas en 2013 o la hambruna en el Cuerno de África en 2011—, también ha visitado y fotografiado comunidades inuits en Groenlandia, víctimas de la contaminación nuclear en Kazajistán, vulneraciones de derechos humanos en las fronteras de la Unión Europea o el trabajo infantil en las minas de Potosí, en Bolivia. 
Uno de sus reportajes más destacados es su cobertura sobre las bodas por secuestro en Kirguistán, que fue reconocido como una de las diez mejores crónicas periodísticas en lengua española del año 2015 en los Premios Gabriel García Márquez de Periodismo. También ha sido finalista del Environmental Photographer of the Year en 2014 y ha recibido el Premio Joven de Comunicación de la Universidad Complutense de Madrid en el mismo año.
Además de su trabajo periodístico, Daniel Burgui Iguzkiza es profesor invitado de la Facultad de Comunicación en la Universidad de Navarra y la Universidad de Montevideo, compartiendo su experiencia sobre Edición de Medios Digitales, Fotoperiodismo y técnicas de escritura de reportajes, entrevistas y crónicas. También ha trabajado como coordinador de exposiciones, proyectos de cooperación internacional e instituciones públicas, agencias de publicidad y ha desarrollado proyectos documentales y literarios relacionados con temas culturales y deportivos.

## Obras destacadas

### Artículos y reportajes
- "La bahía de los traficantes" (La Vanguardia): Relata el negocio del tráfico de personas en las costas turcas y el peligro que enfrentan los refugiados al intentar cruzar el mar Egeo hacia Europa.[8]
- "Tierra de titanes" (El País): Crónica de la reconstrucción de aldeas en Nepal tras el terremoto de 2015, centrada en la fortaleza y resiliencia de los habitantes de las montañas. [9]
- "Mi marido me secuestró" (El País): Una investigación sobre la práctica de secuestro de novias en Kirguistán, en la que una de cada tres mujeres se casa contra su voluntad. [10]
- "Eid al-Adha en Navarra" (Diario de Noticias): Este reportaje ofrece una mirada íntima a la celebración de la fiesta musulmana del sacrificio, Eid al-Adha, en Navarra.[11]
- "La última vuelta de Marchand" (El País): Este artículo narra la historia de Robert Marchand, el ciclista más viejo del mundo, quien a sus 106 años se retira del ciclismo, compartiendo sus secretos para una vida longeva y saludable.[12]
- "Un paso más allá" (Revista Altaïr): Ensayo sobre las personas que cruzan fronteras, estableciendo un diálogo intercultural, revisando nuestros orígenes y celebrando el mestizaje. [13]

- "En los fosos de Europa" (Nuestro Tiempo): Reportaje sobre los embarcaderos clandestinos y los naufragios en Malta y Lampedusa, en el contexto de la crisis migratoria en Europa. [14]

### Libros
- "Nuestros días contra la covid" (2022): Una crónica periodística que documenta el impacto de la pandemia en Navarra a través de relatos personales y testimonios de ciudadanos comunes.[15][16][17] ISBN 978-84-23536-19-1

- "Artikutza, 100 años de paraíso natural" (2019): Un libro conmemorativo sobre el centenario de Artikutza, un espacio natural en Navarra, que combina textos y fotografías para ilustrar la historia y biodiversidad del lugar.[18] ISBN	9788409101443

### Películas y documentales
- "Mendiak 1976" (2021):[19] Documental co-dirigido junto a Luis Arrieta y Jesús Iriarte que narra la historia de una expedición navarra al pico Shakhaur en Afganistán en 1976, explorando los temas de la juventud, la amistad y la pasión por la montaña.[20][21][22]
- "Las Pelotaris" (2014): Documental de Andrés Salaberri y Daniel Burgui que aborda el papel de mujeres como Maite Ruiz de Larramendi en el deporte de la pelota vasca en México, Navarra y Estados Unidos, subrayando los desafíos culturales y sociales que enfrentan.[23][24][25]

- "The last voyage of Eva Jocelyn": Un cortometraje documental que narra la historia del barco MV Eva Jocelyn, un carguero de 3.000 toneladas que quedó varado en la ciudad filipina de Taclobán tras la devastación del tifón Haiyan, centrado en la resiliencia de los supervivientes.[26]

## Premios y reconocimientos
- Finalista en el Premio Gabriel García Márquez de Periodismo (2015).
- Premio Joven de Comunicación de la Universidad Complutense de Madrid (2014).
- Finalista en el Environmental Photographer of the Year - Real Sociedad Geográfica de Londres. (2014).
- Premio Teobaldo - Periodista del Año de la Asociación de Periodistas de Navarra (2011).